# Dyskografia Trzech Króli
Dyskografia Trzech Króli, polskiego zespołu muzycznego składającego się z trzech mężczyzn, tj. Qry, Przemek Pro i Bartek Kubicki. Dyskografia składa się z dwóch albumów studyjnych, ośmiu singli oraz dziesięciu teledysków.

## Albumy studyjne
| Rok  | Dane dot. albumu                                                                                | Pozycja na liście | Certyfikat          | Sprzedaż       |
| Rok  | Dane dot. albumu                                                                                | POL               | Certyfikat          | Sprzedaż       |
| ---- | ----------------------------------------------------------------------------------------------- | ----------------- | ------------------- | -------------- |
| 2023 | Afryka - Data: 5 maja 2023 - Wydawca: Ekipa Management - Formaty: digital download, streaming   | 16                | - ZPAV: złota płyta | - POL: 15 000+ |
| 2024 | Ameryka - Data: 23 maja 2024 - Wydawca: Ekipa Management - Formaty: digital download, streaming | 48                |                     |                |

## Single
| Rok  | Tytuł                  | Najwyższa pozycja na liście | Najwyższa pozycja na liście | Najwyższa pozycja na liście | Najwyższa pozycja na liście | Najwyższa pozycja na liście | Najwyższa pozycja na liście | Najwyższa pozycja na liście | Najwyższa pozycja na liście | Najwyższa pozycja na liście | Najwyższa pozycja na liście | Certyfikat              | Sprzedaż       | Album   |
| Rok  | Tytuł                  | AirPlay                     | AirPlay                     | Spotify                     | Apple Music                 | iTunes                      | iTunes                      | TikTok                      | Shazam                      | YouTube                     | Boomplay                    | Certyfikat              | Sprzedaż       | Album   |
| Rok  | Tytuł                  | Radio Eska                  | RMF MAXXX                   | POL                         | POL                         | POL                         | POL                         | POL                         | POL                         | POL                         | TR                          | Certyfikat              | Sprzedaż       | Album   |
| ---- | ---------------------- | --------------------------- | --------------------------- | --------------------------- | --------------------------- | --------------------------- | --------------------------- | --------------------------- | --------------------------- | --------------------------- | --------------------------- | ----------------------- | -------------- | ------- |
| 2023 | „Afryka”               | –                           | –                           | 28                          | 179                         | 10                          | –                           | –                           | –                           | –                           | –                           |                         |                | Afryka  |
| 2023 | „Fatamorgana”          | 98                          | –                           | 4                           | 21                          | 3                           | 87                          | 2                           | 6                           | 47                          | –                           | - ZPAV: platynowa płyta | - POL: 50 000+ | Afryka  |
| 2023 | „Obywatel świata”      | –                           | –                           | 93                          | –                           | 4                           | –                           | –                           | –                           | –                           | –                           |                         |                | Afryka  |
| 2023 | „Zobacz mamo”          | –                           | –                           | –                           | –                           | –                           | –                           | 36                          | –                           | –                           | 77                          |                         |                | Afryka  |
| 2023 | „OSTATNIE DNI WAKACJI” | –                           | –                           | 119                         | 187                         | 18                          | –                           | –                           | –                           | 94                          | –                           |                         |                | –       |
| 2024 | „Ameryka”              | –                           | 109                         | 19                          | 48                          | 12                          | –                           | –                           | –                           | –                           | –                           | - ZPAV: złota płyta     | - POL: 25 000+ | Ameryka |
| 2024 | „Inflacja Życia”       | 126                         | –                           | –                           | –                           | 3                           | –                           | –                           | –                           | –                           | –                           |                         |                | Ameryka |
| 2024 | „Chevy Tahoe”          | –                           | –                           | –                           | –                           | –                           | –                           | –                           | –                           | –                           | –                           |                         |                | Ameryka |

## Soundtracki
| Rok  | Tytuł        | Film              |
| ---- | ------------ | ----------------- |
| 2025 | „Przestrzeń” | 100 dni do matury |

## Notowane lub certyfikowane utwory
| Rok  | Tytuł      | Najwyższa pozycja na liście | Najwyższa pozycja na liście | Najwyższa pozycja na liście | Najwyższa pozycja na liście | Najwyższa pozycja na liście | Najwyższa pozycja na liście | Certyfikat              | Sprzedaż       | Album  |
| Rok  | Tytuł      | Spotify                     | Apple Music                 | Deezer                      | TikTok                      | Shazam                      | Boomplay                    | Certyfikat              | Sprzedaż       | Album  |
| Rok  | Tytuł      | POL                         | POL                         | POL                         | POL                         | POL                         | TR                          | Certyfikat              | Sprzedaż       | Album  |
| ---- | ---------- | --------------------------- | --------------------------- | --------------------------- | --------------------------- | --------------------------- | --------------------------- | ----------------------- | -------------- | ------ |
| 2023 | „Akropol”  | 5                           | 19                          | 43                          | 1                           | 131                         | 59                          | - ZPAV: platynowa płyta | - POL: 50 000+ | Afryka |
| 2023 | „Mały Wóz” | 91                          | 193                         | –                           | –                           | –                           | –                           |                         |                | Afryka |

## Teledyski
| Tytuł                                                               | Rok  | Inni artyści | Reżyseria                              | Źr.    |
| ------------------------------------------------------------------- | ---- | ------------ | -------------------------------------- | ------ |
| „Afryka”                                                            | 2023 | –            | DIRECT by Ekipa                        | [ 7 ]  |
| „Fatamorgana”                                                       | 2023 | –            | DIRECT by Ekipa                        | [ 8 ]  |
| „Obywatel świata”                                                   | 2023 | –            | DIRECT by Ekipa                        | [ 9 ]  |
| „Zobacz mamo”                                                       | 2023 | –            | DIRECT by Ekipa                        | [ 10 ] |
| „Mały Wóz”                                                          | 2023 | Friz         | DIRECT by Ekipa                        | [ 11 ] |
| „OSTATNIE DNI WAKACJI”                                              | 2023 | –            | Rafał Sioma                            | [ 12 ] |
| „Ameryka”                                                           | 2024 | –            | Rafał Sioma, Trzech Króli              | [ 13 ] |
| „Inflacja Życia”                                                    | 2024 | –            | Rafał Sioma, Trzech Króli              | [ 14 ] |
| „Chevy Tahoe”                                                       | 2024 | –            | Rafał Sioma, Trzech Króli              | [ 15 ] |
| „Serce”                                                             | 2024 | –            | Maciej Jurek, Trzech Króli, Olek Jarek | [ 16 ] |
| „Przestrzeń”                                                        | 2025 | –            | DIRECT by Ekipa                        | [ 17 ] |
| „–” oznacza, że nie ma innego artysty lub informacja jest nieznana. |      |              |                                        |        |